# Roncal (queijo)

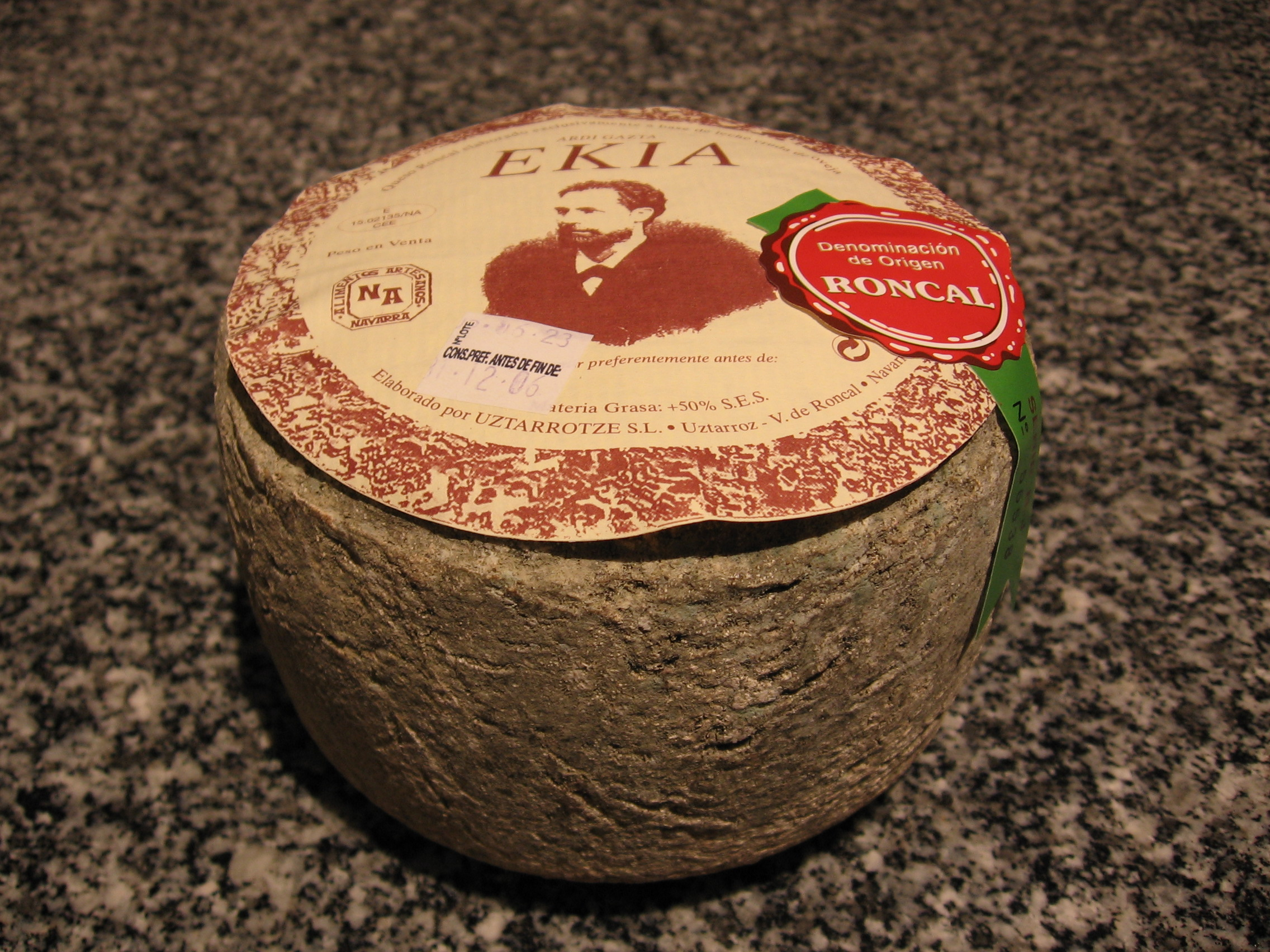
Queijo de Roncal

O queijo de Roncal (em basco: erronkariko gazta) é um queijo feito com leite de ovelha produzido no Vale de Roncal, nas margens do rio Esca, nos Pirenéus de Navarra, Espanha. É uma Denominação de Origem desde 1981 e um Denominação de Origem Protegida certificada pela União Europeia desde 1996.

## Zona geográfica
O queijo é produzido no vale que lhe dá o nome, o vale pirenaico mais oriental de Navarra, uma região percorrida pelo rio Esca que pertence à Mancomunidade das Sete Vilas (em castelhano: Mancomunidad de las Siete Villas), a que pertencem os municípios de Burgui, Garde, Isaba, Roncal, Urzainqui, Uztárroz e Vidángoz. O vale é rodeado de altas montanhas cuja altitude ronda os 2 000 metros, coroado pela montanha mais alta de Navarra, a Mesa dos Três Reis (em castelhano: Mesa de los Tres Reyes; em basco: Hiru Erregeen Mahaia), a qual tem pastagens abertas em clareiras de bosques de pinheiros e faias, nas quais são apascentados os rebanhos de ovelhas de raça latxa e rasa. As ovelhas, criadas em campos situados a mais de mil metros de altitude, como os do Maciço de Larra-Belagua, produzem o leite com que o queijo é fabricado de forma artesanal desde tempo imemoráveis.

## História
A vida nos vales navarros é regulada por ordenanças e leis ancestrais já milenares. Segundo as ordenanças da Mancomunidade das Sete Vilas, todos os vizinhos têm usufruto de pastagens para todo o tipo de gado. O pastoreio, juntamente com a exploração florestal, são a base da economia local desde sempre. Os usos e costumes dos quais os primeiros indícios datam pelo menos do século XIII ainda se mantinham em pleno século XX.
No ano de 882 o rei Sancho Garcés I de Pamplona (primeiro nome do Reino de Navarra) outorgou aos habitantes do Vale de Rocnal o direito de levarem os seus rebanhos de ovelhas a pastar nas Bardenas Reales, na Ribera Navarra, em reconhecimento pela coragem demonstrada na luta contra os sarracenos. Ainda hoje a Cañada Real dos roncaleses, a rota de transumância ancestral que percorre Navarra de norte a sul, desde Roncal até ao canal de Tauste, na região limítrofe de Aragão, é percorrida anualmente por mais de 10 000 cabeças de gado.

## Processo de fabrico
A Denominação de Origem Protegida (DOP) "Roncal" estabelece um protocolo rígido quanto à produção dos queijos que podem ser classificados como "Roncal", que vai desde a produção do leite até aos processos de fabrico e duração de cada fase. Pretende-se assim garantir a autenticidade do produto e da forma como é elaborado, ligada às tradições locais ancestrais.
A elaboração dos queijos decorre durante todo o ano, mas sobretudo entre os meses de dezembro e julho. A matéria-prima é o leite cru de ovelha de raça latxa e rasa, de baixa acidez e com bastante matéria gorda e extrato seco, podendo também utilizar-se leite de ovelhas resultante do cruzamento das raças latxa com Milchschaf. O fabrico começa com a coalhadura do leite a uma temperatura entre 30 e 37ºC com coalho animal, durante o máximo de uma hora. Após a coalhadura, o soro é separado mediante uma série de cortes na massa resultante que é vertida em moldes de madeira de faia, os quais são prensados. Após isso, os queijos ficam em salmoura durante 30 horas e seguidamente passam à fase de secagem, durante a qual os queijos adquirem a casca; este processo é realizado a 12ºC durante 40 dias. A última fase é a de maturação, que dura no mínimo 4 meses. 

## Características
O produto final deve ter um conteúdo de matéria gorda superior a 45% relativamente ao extrato seco. É um queijo de pasta dura, de forma cilíndrica, de arestas vivas e cor branca amarelada (marfim), com uma casca dura e bolorenta de cor mais amarela ou acastanhada, salpicada de pequenos poros.  Cada queijo pesa entre 2 e 3 kg e tem uma altura entre 8 e 12 cm. O interior é compacto, quase sem buracos, mas que obrigatoriamente deve ter pequenos orifícios característicos para poder ser classificado como DOP Roncal. O sabor é intenso, encorpado, um pouco picante e com um travo inconfundível a leite de ovelha e um paladar amanteigado.
As únicas matérias-primas do queijo são leite, coalho (fermento) e sal, o que resulta num produto que mantém o sabor e aroma característicos do leite. Para uma degustação ideal, é importante que o corte se faça da seguinte forma: cortar o queijo em duas metades; de cada metade retirar uma talhada com aproximadamente 1/8 da metade e retirar-lhe a casca lateral; retirar da talhada pequenos triângulos finos que se colocam num prato raso com o vértice mais agudo virado para um interior. O queijo deve ser acompanhado por um vinho tinto, envelhecido ou novo, preferencialmente de Navarra.